# Macedonia del Nord
La Macedonia del Nord, ufficialmente Repubblica della Macedonia del Nord (in macedone Република Северна Македонија?, Republika Severna Makedonija; in albanese Republika e Maqedonisë së Veriut), è uno Stato della penisola balcanica, nell'Europa sud-orientale, senza sbocco sul mare. La capitale è Skopje.
Fino al 2019 il nome ufficiale dello Stato era "Repubblica di Macedonia": a causa di ciò, il Paese è stato coinvolto in un'annosa disputa sul proprio nome con la Grecia, conclusasi nel giugno 2018 con l'accordo di Prespa. Nonostante il mancato raggiungimento del quorum nel referendum confermativo del 30 settembre, il Parlamento macedone ha approvato nel gennaio del 2019 una riforma costituzionale per adottare il nome di Macedonia del Nord, divenuto ufficiale il successivo 12 febbraio, potendo così aderire con la nuova denominazione il 27 marzo 2020 alla NATO e aprendo la strada all'ingresso nell'Unione europea, essendo il Paese tra quelli formalmente candidati all'adesione alla UE.
Da alcuni Stati, tra cui quelli dell'Unione europea, nonché dall'Unione medesima e da altre entità sovranazionali, era riconosciuta come "Ex Repubblica Jugoslava di Macedonia" (abbreviato ERJM o ERIM; in inglese Former Yugoslav Republic of Macedonia, FYROM; in macedone Πоранешна Југословенска Република Македонија, Poranešna Jugoslovenska Republika Makedonija) a seguito dell'adesione del Paese all'ONU (1993) con tale "denominazione provvisoria".
Stato senza sbocco al mare, la Macedonia del Nord confina a sud-ovest con l'Albania, a nord-est con la Bulgaria, a nord con la Serbia e il Kosovo e a sud-est con la Grecia. Il territorio governato dalla Macedonia era in precedenza la parte meridionale estrema della Jugoslavia. I confini odierni vennero fissati poco dopo la seconda guerra mondiale, quando la Jugoslavia socialista stabilì nella zona la Repubblica Popolare di Macedonia, riconoscendo i macedoni come una nazione separata all'interno della Jugoslavia. Rinominatasi Repubblica di Macedonia l'8 settembre 1991, si separò pacificamente dalla Jugoslavia senza ulteriori modificazioni territoriali.
Costituita principalmente da una popolazione macedone e una corposa minoranza albanese, la convivenza è sfociata spesso in annose dispute etniche, politiche e anche territoriali. Esistono inoltre piccole minoranze rom, turche e serbo-bulgare.
Le lingue ufficiali parlate in Macedonia del Nord sono il macedone (che adotta l'alfabeto cirillico) e l'albanese.

## Geografia

### Morfologia
La Macedonia del Nord comprende solo una parte della regione geografica della Macedonia: il rimanente è diviso tra la vicina Grecia (con poco più della metà del totale), la Bulgaria (con meno di un decimo), l'Albania e la Serbia.
Il terreno è montuoso per la maggior parte, aspro con valli e bacini profondi, dislocato tra il Šar e il Rhodope intorno alla valle del Vardar. Tre grandi laghi, il lago di Ocrida, il lago Prespa e il lago Dojran si trovano sui confini meridionali della Repubblica, tagliati dalle frontiere con l'Albania e la Grecia. Il fiume più importante è il Vardar, che prosegue in Grecia con il nome Axios.
Il clima è temperato caldo, con estati e autunni secchi, e inverni relativamente freddi con pesanti nevicate. La regione è sismicamente molto attiva e ha subito terremoti distruttivi in passato, il più recente avvenuto nel 1963, quando Skopje fu pesantemente danneggiata da un sisma molto violento.

#### Suddivisione amministrativa

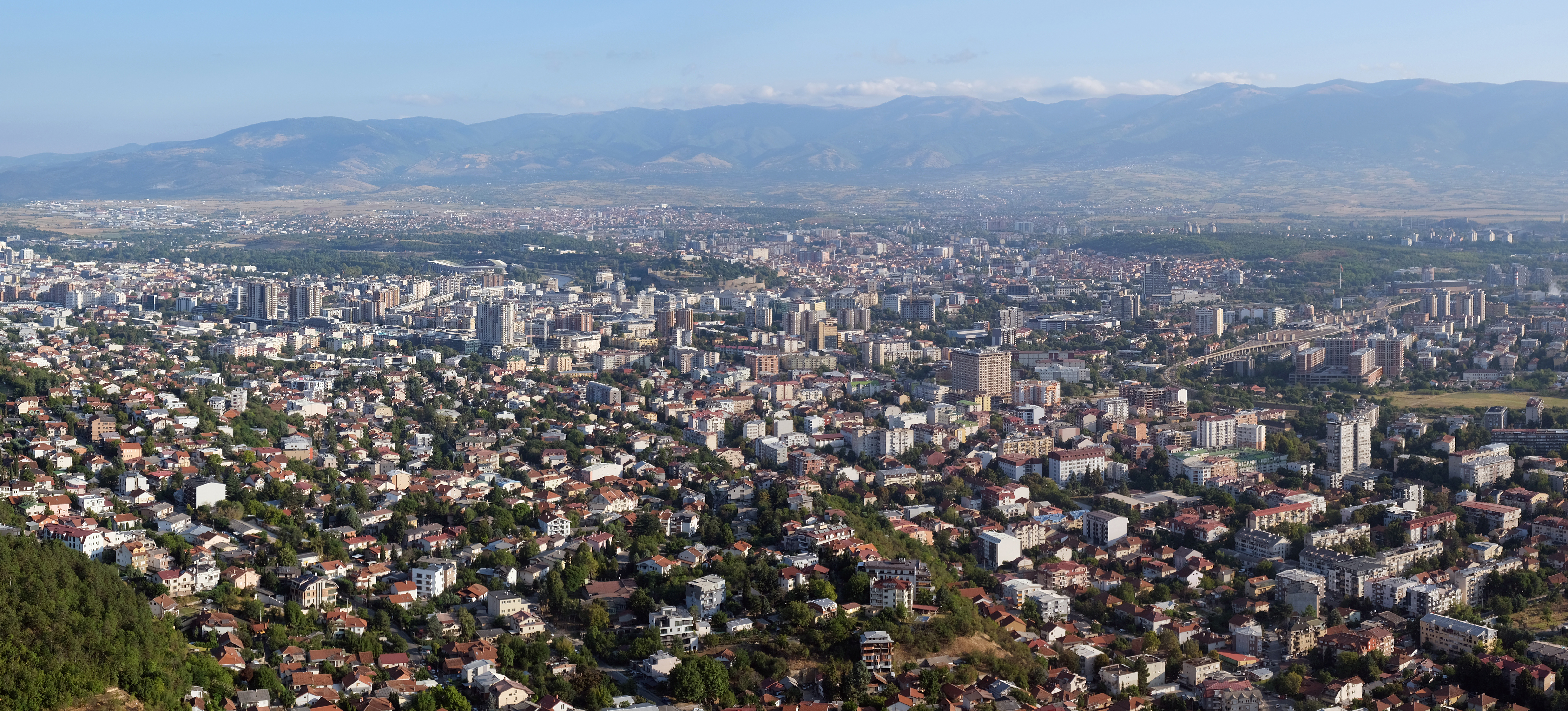
Vista di Skopje

Il paese è suddiviso in 85 comuni (in lingua macedone: oпштини, opštini; singolare: oпштина, opština), dieci dei quali raggruppati nella Grande Skopje, una città metropolitana.

### Ambiente
Oltre il 7% del territorio è totalmente/parzialmente protetto. Nella Macedonia del Nord vi sono:
- 3 parchi nazionali (Pelister dal 1948, Mavrovo dal 1949, Galičica dal 1958)[20]
- 4 riserve naturali integrali
- 3 paesaggi protetti
- 14 aree con flora o fauna particolari
- 33 aree dichiarate monumenti naturali

## Società

### Città
Nella Macedonia del Nord vi sono 34 città, di cui solo cinque hanno una popolazione che supera i 50 000 abitanti. La capitale Skopje da sola raggruppa il 25% circa del totale della popolazione nazionale.

### Etnie
Lo Stato macedone è composto da due principali gruppi etnici. Secondo gli ultimi sondaggi della CIA del 2016 sono così suddivisi:
- il gruppo principale (66,5% della popolazione) sono i macedoni, la cui madrelingua, il macedone, una lingua slava meridionale, è parlata da circa 1,5 milioni di abitanti.
- il secondo gruppo etnico (25,1%) sono gli albanesi, la cui lingua viene parlata da circa 500000 persone; per legge, l'albanese è lingua ufficiale a livello comunale nei comuni in cui vi è presenza etnica albanese superiore al 20% della popolazione.[21]

Vi sono poi alcune minoranze, fra le quali le più importanti sono: bulgari, turchi, serbi, aromuni, rom.

### Demografia

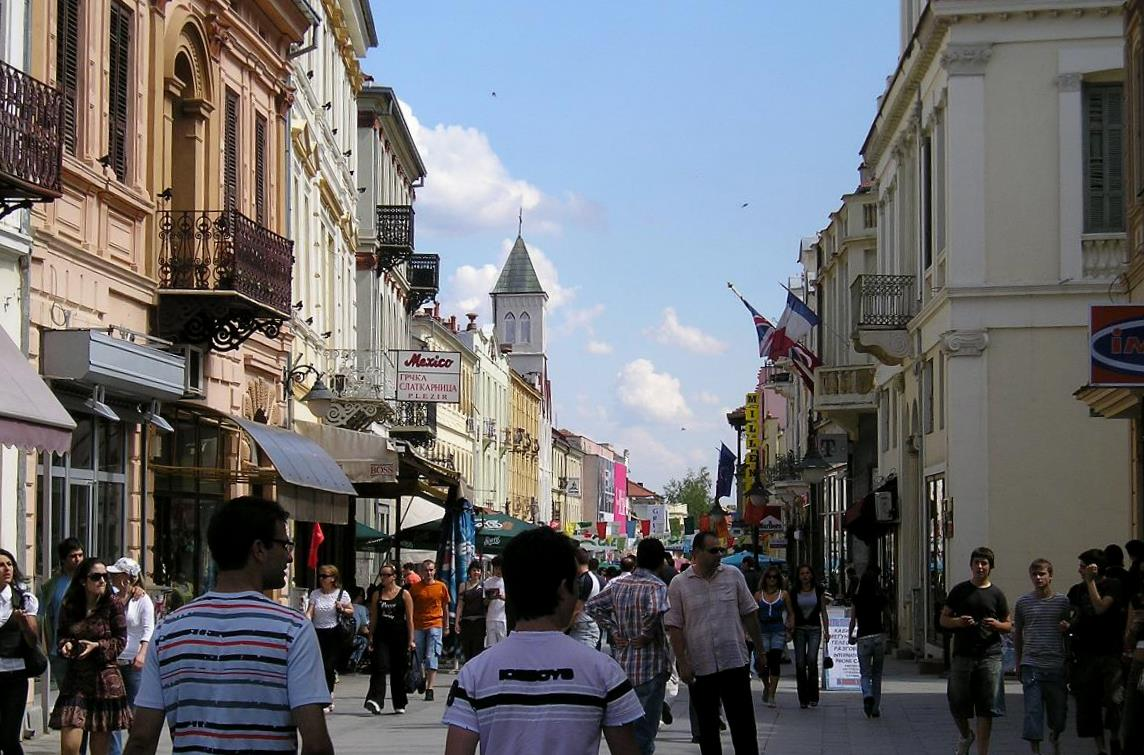
Centro storico di Bitola.

Come in tutte le repubbliche della ex Jugoslavia, la caduta causò una significativa emigrazione, motivata dalla crisi economica e accentuata dalle tensioni etniche. Più di 4000 cittadini macedoni provenienti dal nord-ovest dell'allora Repubblica di Macedonia - in particolare dai villaggi di Skudrinje, Žirovnica, Trebište, Rostuša, Golem Papradnik, Centar Zupa e dalla città di Gostivar - sono emigrati in Italia a partire dalla metà degli anni novanta insediandosi in città come Roma, Ancona, Treviso.
La città più grande è la capitale Skopje, che ha circa 500 000 abitanti. Dopo di essa, le città più grandi sono Tetovo, Kumanovo, Bitola, Prilep, Struga, Gostivar, Ocrida, Strumica e Veles, con una popolazione compresa tra 50 000 e 100 000 persone.

### Lingue
Le lingue ufficiali del Paese sono il macedone, lingua slava meridionale scritta nell'alfabeto cirillico, e l'albanese.
Sono riconosciute localmente le lingue dei gruppi etnici minoritari, tra i quali il turco, il romaní parlata dai rom, il serbo, l'arumeno e la variante di quest'ultimo, il meglenorumeno parlata dai meglenorumeni.
Lo Stato macedone è l'unico a riconoscere ufficialmente la lingua arumena, lingua autoctona della regione, parlata come madrelingua da 9 695 arumeni (censimento 2002), ma conosciuta da altre migliaia di cittadini macedoni di discendenza arumena che si sono urbanizzati.

### Religioni

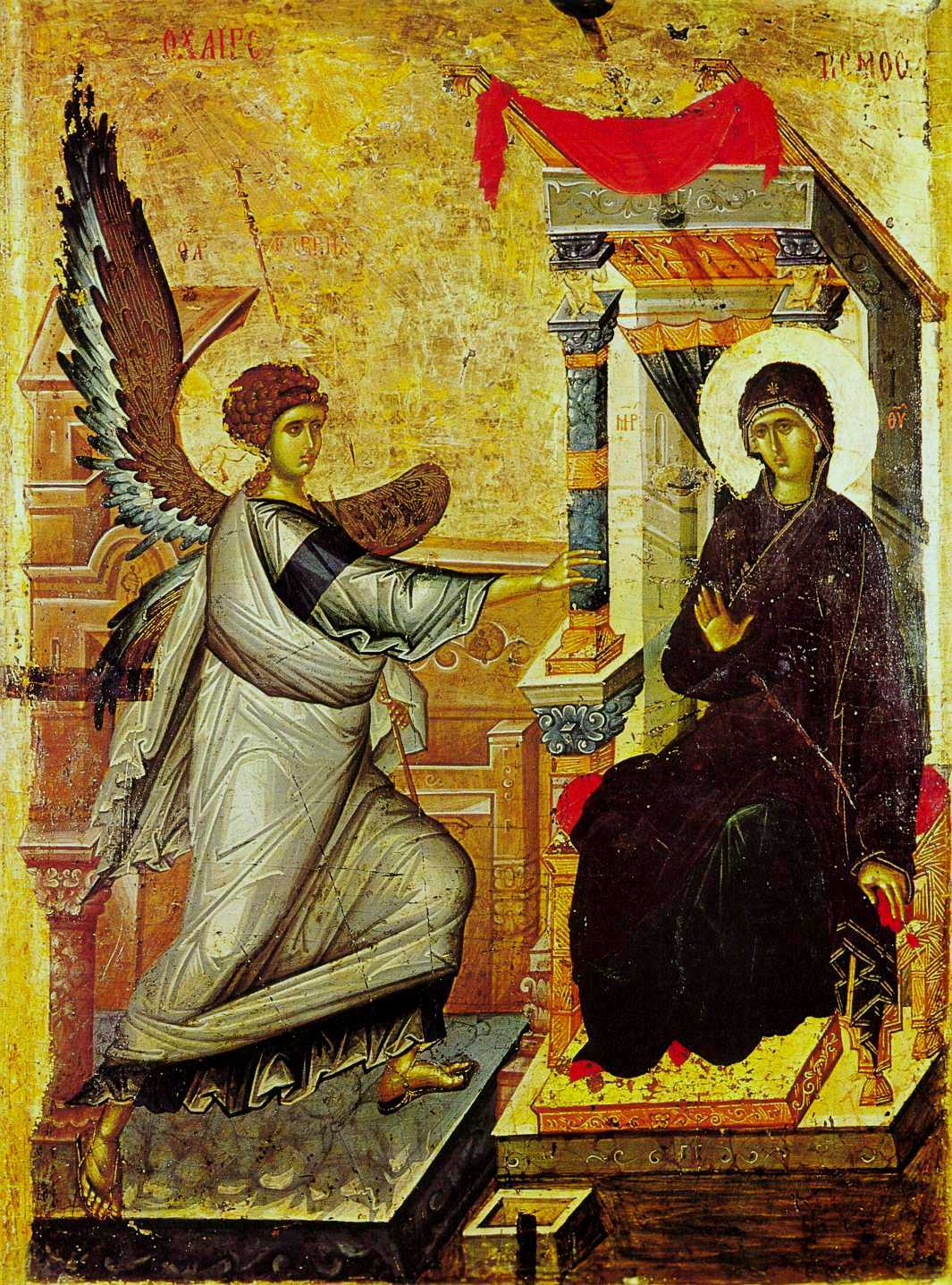
Icona dell'Annunciazione, chiesa di San Clemente di Ocrida, XIV secolo

Secondo il censimento del 2002 la maggioranza della popolazione è composta da membri della Chiesa ortodossa macedone (64,8%), seguita in buona parte dagli slavo-macedoni.
La seconda fede più diffusa del Paese è l'islam (33,3%), praticato in maggioranza dalla popolazione albanese e dalle minoranze torbesca (ovvero gli slavo-macedoni di fede musulmana) e turca. L'1,5% è rappresentato da altri culti non specificati. Il cattolicesimo di rito romano, meno dell'1%, è osservato in alcuni territori popolati da albanesi.
- Cristiani ~65%
  - Ortodossi 64,8%
  - Cattolici <1%
- Musulmani 33,3%
- Culti non specificati 1,5%

## Storia
Il territorio dell'attuale Macedonia del Nord ha fatto parte, durante i secoli, di numerosi Stati e imperi antichi. La Peonia, l'antica Macedonia, l'Impero romano e l'Impero bizantino; nel VI-VII secolo d.C. arrivarono i primi Slavi e in seguito si formarono gli Stati medioevali di Bulgaria e di Serbia. Nel XV secolo la regione venne conquistata dall'Impero ottomano.
In seguito alle due guerre balcaniche nel 1912 e nel 1913 e la dissoluzione dell'Impero ottomano, diventò parte della Serbia e fu riconosciuta come Јужна Србија (Južna Srbija, "Serbia meridionale"). Dopo la prima guerra mondiale la Serbia si unì al neo-formato Regno dei Serbi, Croati e Sloveni. Nel 1929, il regno fu rinominato Jugoslavia e diviso in province chiamate "banovina". Il territorio della moderna Macedonia del Nord divenne la banovina del Vardar (Vardarska Banovina).
Nel 1941, il Regno di Jugoslavia venne occupato dalle Potenze dell'Asse. La banovina del Vardar venne spartita tra la Bulgaria e l'Italia, che al momento occupava l'Albania. Il rigido governo che le forze occupanti stabilirono nella zona incoraggiò molti slavi macedoni ad appoggiare il movimento di resistenza di Josip Broz Tito, che divenne il presidente della Jugoslavia alla fine della guerra. Dopo la conclusione della seconda guerra mondiale, la Repubblica Popolare di Macedonia in Jugoslavia diventò una delle sei repubbliche della Repubblica Popolare Federale di Jugoslavia. In seguito alla ridenominazione della Federazione Jugoslava in Repubblica Socialista Federale di Jugoslavia nel 1963, la Repubblica Federale di Macedonia fu ridenominata allo stesso modo Repubblica Socialista di Macedonia. La repubblica si rinominò Repubblica di Macedonia nel 1991, quando si separò pacificamente dalla Jugoslavia: sin da allora entrò in conflitto formale con la Grecia a proposito del nome ufficiale dello Stato dopo la sua dichiarazione d'indipendenza, e solo nel 2018 è stato esperito un serio tentativo di risolvere la disputa.
La Repubblica di Macedonia rimase in pace durante la guerra civile jugoslava nei primi anni novanta ma fu parzialmente coinvolta nella guerra del Kosovo nel 1999, quando circa 360 000 albanesi si rifugiarono dal Kosovo nel paese. I profughi ritornarono velocemente nella loro regione alla fine della guerra, ma, poco dopo, i radicali albanesi di entrambi i lati del confine presero le armi per rivendicare l'autonomia o l'indipendenza per le aree a maggioranza albanese della Repubblica. Venne combattuta una piccola guerra civile e le etnie albanesi si ribellarono, soprattutto nel Nord e nell'Est del paese, nel marzo/giugno del 2001. Si arrivò a una conclusione del conflitto con l'intervento di un piccolo contingente di monitoraggio della NATO e con l'impegno del governo a riconoscere culturalmente la minoranza albanese.
Secondo l'accordo di Prespa del giugno 2018 la Repubblica di Macedonia ha cambiato nome, dopo un referendum confermativo non vincolante avvenuto il 30 settembre 2018, in Repubblica della Macedonia del Nord; il referendum ebbe un risultato inaspettato: il 94,18% dei votanti votò per il Sì al cambiamento, ma non fu raggiunto il quorum necessario del 50% più uno (i partecipanti furono solo il 36,91%). Il primo ministro macedone Zoran Zaev, ha deciso comunque di andare avanti nelle procedure per il cambio del nome ed è riuscito a far approvare in Parlamento la revisione costituzionale a gennaio 2019, e anche la Grecia ha approvato l'accordo pochi giorni dopo.
Il 27 marzo 2020 il Paese è ufficialmente entrato nella NATO, mentre è prevista anche un'entrata nell'UE nel 2025.

## Politica

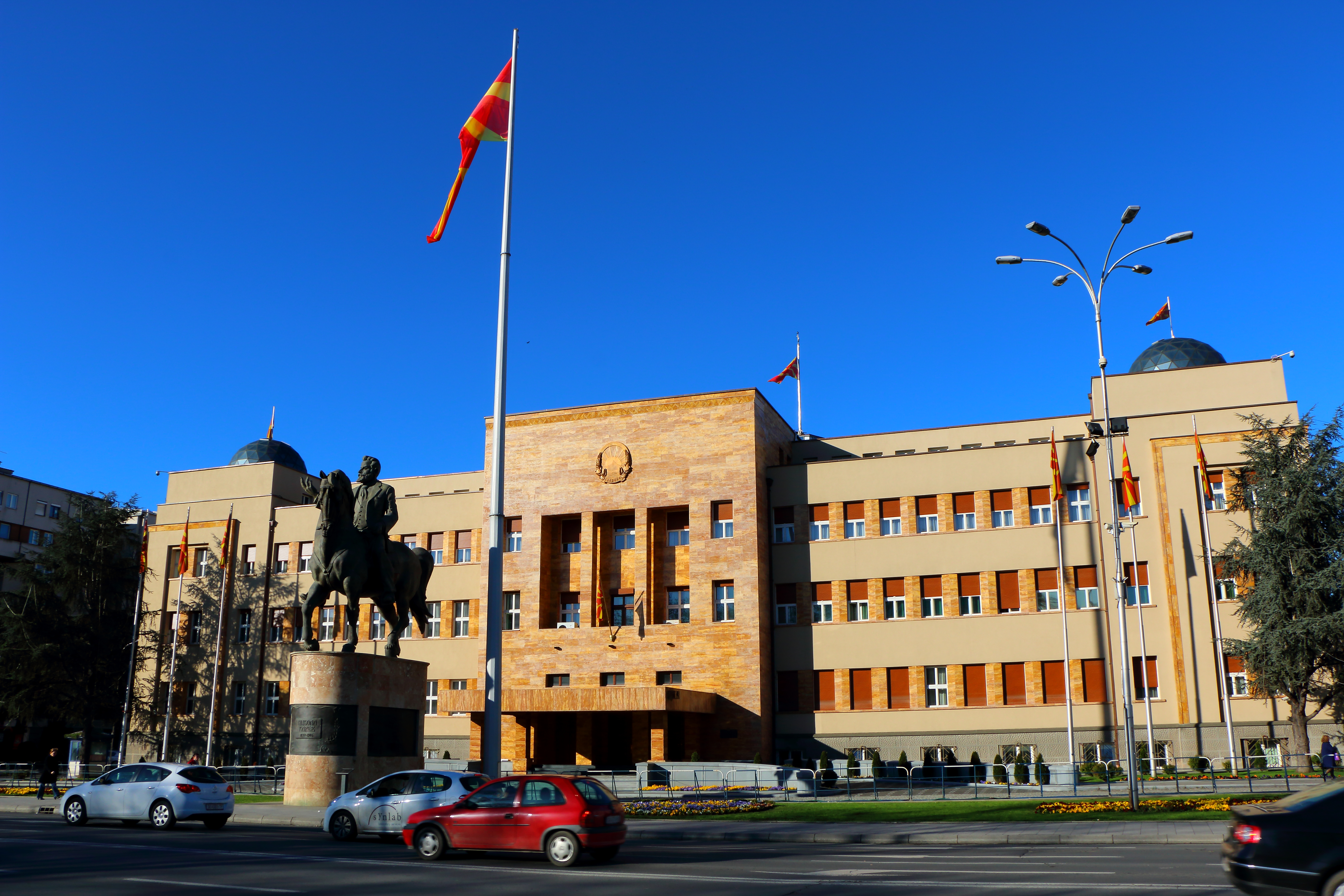
Palazzo della Sobranie macedone (Assemblea della Macedonia del Nord)

### Politica interna
La Macedonia del Nord è una democrazia parlamentare con un governo composto da una coalizione di partiti dalla legislatura unicamerale (Собрание, Sobranie), e un potere giudiziario indipendente con una corte costituzionale. Il ruolo del Presidente della Repubblica è per lo più cerimoniale, il potere reale è nelle mani del Presidente del Governo di Macedonia. La Costituzione della Macedonia del Nord (Устав на Република Северна Македонија), risale al 17 novembre 1991.
Con il passaggio a un nuovo sistema di leggi e le elezioni tenute nel 2005, le funzioni governative locali sono state divise in 78 comuni (општини opštini, singolare - општина opština). La capitale, Skopje, viene governata come insieme di 10 comuni, a cui ci si riferisce collettivamente come "Град Скопjе" "la Città di Skopje".
All'interno della Macedonia del Nord, la principale divergenza politica è tra i partiti basati per la maggior parte su distinzioni etniche e che rappresentano la maggioranza macedone del paese e la minoranza albanese. La questione del bilanciamento dei poteri tra le due comunità portò a una breve guerra civile nel 2001, in seguito alla quale è stato raggiunto un accordo sulla condivisione dei poteri.

### Politica estera
La Macedonia del Nord è un membro di varie organizzazioni internazionali quali le Nazioni Unite e l'OSCE.
Dal 27 marzo 2020, essa è ufficialmente un Paese membro della NATO, ed è tuttora in trattative per accedere all'Unione europea (già accettato come paese candidato all'entrata). È membro dell'Iniziativa Adriatico Ionica, che ha lo scopo di favorire il processo di integrazione dei paesi balcanici nell'Unione Europea.

#### Rapporti con l'Unione europea
A partire dal 2001, anno della firma dell'Accordo di stabilizzazione e associazione, il processo di integrazione europea del Paese ha conosciuto una serie di alti e bassi, che ne ha protratto notevolmente i tempi. Il Paese è comunque ufficialmente candidato all'ingresso nell'Unione europea.
Queste le tappe già percorse:
- 9 aprile 2001: firma dell'Accordo di stabilizzazione e associazione;
- 27 aprile 2002: inoltro presso il Segretariato generale dell'Unione europea degli strumenti di ratifica dell'Accordo di stabilizzazione e associazione;
- 22 marzo 2004: presentazione della domanda di adesione all'Unione europea;
- 1º aprile 2004: entrata in vigore dell'Accordo di stabilizzazione e di associazione;
- 17 dicembre 2005: il Consiglio europeo conferisce lo status di candidato a membro dell'UE.

#### La disputa sul nome
La Repubblica di Macedonia, fin dal giorno della sua indipendenza (1991), è stata impegnata in una disputa con la Grecia a proposito del nome ufficiale del paese, i simboli nazionali e la costituzione.
Al momento della proclamazione dell'indipendenza del nuovo Stato, il governo greco sollevò tre obiezioni che ne impedivano il riconoscimento: 
- la prima è stata risolta dopo il referendum confermativo e la successiva revisione costituzionale sull'utilizzo del nome "Macedonia", in virtù del fatto che il termine (ritenuto dalla Grecia parte esclusiva della propria storia e della propria eredità culturale[27]) indica anche l'odierna regione greca Macedonia;
- la seconda era relativa alla bandiera originalmente adottata dalla Repubblica macedone, su cui campeggiava il Sole di Verghina, simbolo della dinastia di Filippo il Macedone, padre di Alessandro Magno, in quanto la Grecia rimproverava alla nuova Repubblica di essersi appropriata indebitamente di un simbolo dell'antico Stato di Macedonia ed è stata risolta grazie al cambio di vessillo.
- infine, la terza obiezione riguardava alcune clausole incluse nella costituzione della nuova Repubblica, che potevano essere interpretate come presagio di possibili pretese territoriali.[senza fonte]

D'altra parte, la Repubblica di Macedonia era preoccupata che possibili soluzioni alternative potessero costituire appigli per rivendicazioni territoriali, prima della Jugoslavia e poi della Serbia.
Le opposizioni avanzate dalla Grecia contro l'uso del nome Macedonia da parte del nuovo Stato sono le già citate origini elleniche del nome, che contrastano con il fatto che le tribù slave non si insediarono nel territorio fino al VI secolo. In seguito, il governo greco ha dichiarato che il nome Macedonia era stato assegnato al paese per la prima volta da Tito, presidente della Jugoslavia, intorno al 1950, quando essa era la provincia meridionale estrema della Jugoslavia: sotto il Regno di Jugoslavia, infatti, il territorio costituiva la "provincia (banovina) del Vardar". Tuttavia, nell'Impero ottomano la regione compresa tra il Mar Egeo a sud, il lago di Ocrida a ovest, il fiume Mesta a est e la catena montuosa della Sar Planina a nord era comunemente indicata come Macedonia.
Come compromesso, l'Organizzazione delle Nazioni Unite riconobbe la repubblica nella primavera del 1993 con il nome di Former Yugoslav Republic Of Macedonia (Repubblica ex Jugoslava di Macedonia). Dopo l'ammissione del nuovo Stato nelle Nazioni Unite con tale nome, altre organizzazioni internazionali adottarono la medesima convenzione, comprese l'Unione europea, la NATO e il Comitato Olimpico Internazionale.
Le dispute sono state tutte risolte.
Centodiciotto Stati (tra cui gli Stati Uniti d'America, la Russia, la Cina e la Bulgaria) riconoscevano lo Stato come "Repubblica di Macedonia" o semplicemente "Macedonia", mentre altri paesi la riconoscevano come "Former Yugoslav Republic of Macedonia"; altri ancora invece non avevano una posizione univoca. Tutti avevano comunque accettato di riconoscere ogni accordo finale risultante da trattative in seno alle Nazioni Unite. Anche lì, dove questo stato era riconosciuto con il nome "Former Yugoslav Republic of Macedonia", spesso comunque veniva indicato per semplicità come Macedonia.
Dopo aver proposto quale soluzione della controversia i nomi "Repubblica di Skopje" e "Repubblica del Vardar" (entrambi rifiutati dalla Repubblica di Macedonia), la Grecia è passata da un'assoluta opposizione al nome "Macedonia" nella denominazione ufficiale del nuovo Stato alla richiesta che il nome fosse accompagnato da un qualificativo ("Alta Macedonia", "Nuova Macedonia", "Macedonia-Skopje"), convergendo dunque con le proposte dei mediatori incaricati dall'Organizzazione delle Nazioni Unite, Cyrus Vance e, successivamente, Matthew Nimitz. Ma la Repubblica di Macedonia rifiutò ogni qualificativo e fu disposta ad ammettere un doppio nome a scelta dello Stato che lo usava, il che implicava però il nome senza qualificativi nelle organizzazioni internazionali, le quali adottano di norma la denominazione preferita dallo Stato stesso.
Benché la disputa sul nome con la Grecia sia continuata fino al 2018 e abbia bloccato l'accesso della Repubblica di Macedonia all'Unione europea e alla NATO (nonostante in pratica i due paesi si fossero accordati sulle altre questioni), le relazioni economiche e la cooperazione si sono talmente sviluppate dal 1995, che la Grecia è considerata adesso uno dei più importanti partner e investitori stranieri.
Al termine di lunghi negoziati, il 12 giugno 2018 venne annunciato dal premier macedone Zoran Zaev e da quello greco Alexīs Tsipras l'accordo sul nome: lo Stato si sarebbe chiamato "Repubblica della Macedonia del Nord". Tale nome avrebbe dovuto essere inserito nella Costituzione del paese e ratificato da un referendum; al termine di tale processo, si sarebbero potuti potranno aprire i negoziati sull'adesione del paese alla NATO e all'Unione europea.
Il 30 settembre 2018 il referendum, così come stabilito dall'accordo con la Grecia, per il nuovo nome del Paese (Macedonia del Nord) fallì. L'affluenza alle urne non raggiunse il quorum del 50% più uno, fermandosi al 36,87%. La maggior parte dei votanti, il 91,48%, fu a favore del cambio del nome mentre solo il 5,64% espresse la propria contrarietà alla modifica.
Malgrado il risultato del referendum, nell'ottobre del 2018, con la maggioranza dei 2/3, venne avviata la procedura per il cambio del nome in Repubblica della Macedonia del Nord. Le necessarie modifiche costituzionali vennero approvate dalla Sobranie, con 81 voti a favore su 120, l'11 gennaio 2019. Il 25 gennaio successivo anche il Parlamento ellenico approvò l'accordo di Prespa, con la stretta maggioranza di 153 voti favorevoli e 146 contrari. Perché il cambiamento di nome avesse effetto, l'accordo prevedeva che la Grecia dovesse approvare anche l'adesione della Macedonia del Nord alla NATO (il cui protocollo è stato firmato a Bruxelles il 6 febbraio 2019) e che il governo macedone informasse gli Stati con cui intratteneva relazioni diplomatiche e le organizzazioni internazionali dell'avvenuta modifica del nome.
L'8 febbraio 2019 il Parlamento greco ha ratificato il protocollo sull'adesione della Macedonia del Nord alla NATO, completando così tutte le clausole previste per l'entrata in vigore dell'accordo sul nome.
Il 12 febbraio 2019 il governo della Repubblica di Macedonia del Nord ha annunciato l'entrata in vigore dell'accordo e degli emendamenti costituzionali che hanno così effettivamente attuato il cambio di nome dello Stato, chiudendo la controversia con la Grecia.

### Istituzioni

#### Università
Tra le più importanti università ricordiamo l'Università dei Santi Cirillo e Metodio di Skopje, la più grande della Macedonia del Nord, istituita nel 1949. Tra le altre università si trovano l'Università di San Clemente di Ocrida di Bitola, istituita nel 1979, e l'Università di Goce Delcev di Stip, istituita nel 2007.

## Economia
La Repubblica Macedone era una delle aree più povere dell'ex Jugoslavia. Nel settembre 1991, anno della sua pacifica indipendenza, produceva soltanto il 5% di tutti i beni e servizi della Repubblica Federale. L'indipendenza ha fatto cessare l'arrivo dei fondi provenienti dal governo federale, acuendo la difficile situazione economica. I primi anni di indipendenza hanno risentito gli effetti negativi di molte situazioni: l'assenza di infrastrutture; la mancanza di un mercato libero; le sanzioni dell'ONU alla Serbia che rappresenta uno dei suoi principali mercati; l'embargo economico dalla Grecia per la controversia legata al nome e alla costituzione. Per tutto questo l'economia è ristagnata fino al 1996; dopo di che si è avuta una ripresa fino al 2000. Successivamente si è avuto l'effetto negativo dell'insurrezione albanese del 2001, che ha comportato una riduzione degli scambi commerciali. L'aumento della disoccupazione e la diffusione del mercato nero continuano a essere un grave peso per lo sviluppo dell'economia macedone. Il PIL pro capite rimane uno dei più bassi d'Europa.

## Cultura
In Macedonia del Nord vi si trovano siti religiosi di rilevanza.
Gli stili musicali macedoni si sono sviluppati sotto la forte influenza della musica ecclesiastica bizantina, delle danze e delle musiche albanesi e turco-ottomane.
La Macedonia del Nord è uno dei paesi dove si trovano i meglio preservati affreschi bizantini dal periodo tra l'XI e il XVI secolo. Ci sono varie migliaia di metri quadrati di affreschi ben preservati, la maggior parte delle quali è in ottime condizioni e rappresenta i capolavori della pittura della scuola bizantino-macedone.
Nella Repubblica l'architettura passata incontra spesso quella presente; l'architettura antica dei monasteri e delle chiese provocano contrasto con l'architettura moderna. La maggior parte dei monasteri macedoni, costruiti in vari periodi, e particolarmente quelli costruiti tra l'XI e il XV-XVI secolo, sono giunti a oggi perfettamente conservati. Le icone macedoni, e in particolare quelle di Ocrida fanno parte delle collezioni più preziose del mondo odierno. Secondo il punto di vista degli studi bizantini, sono quasi uniche.

### Letteratura

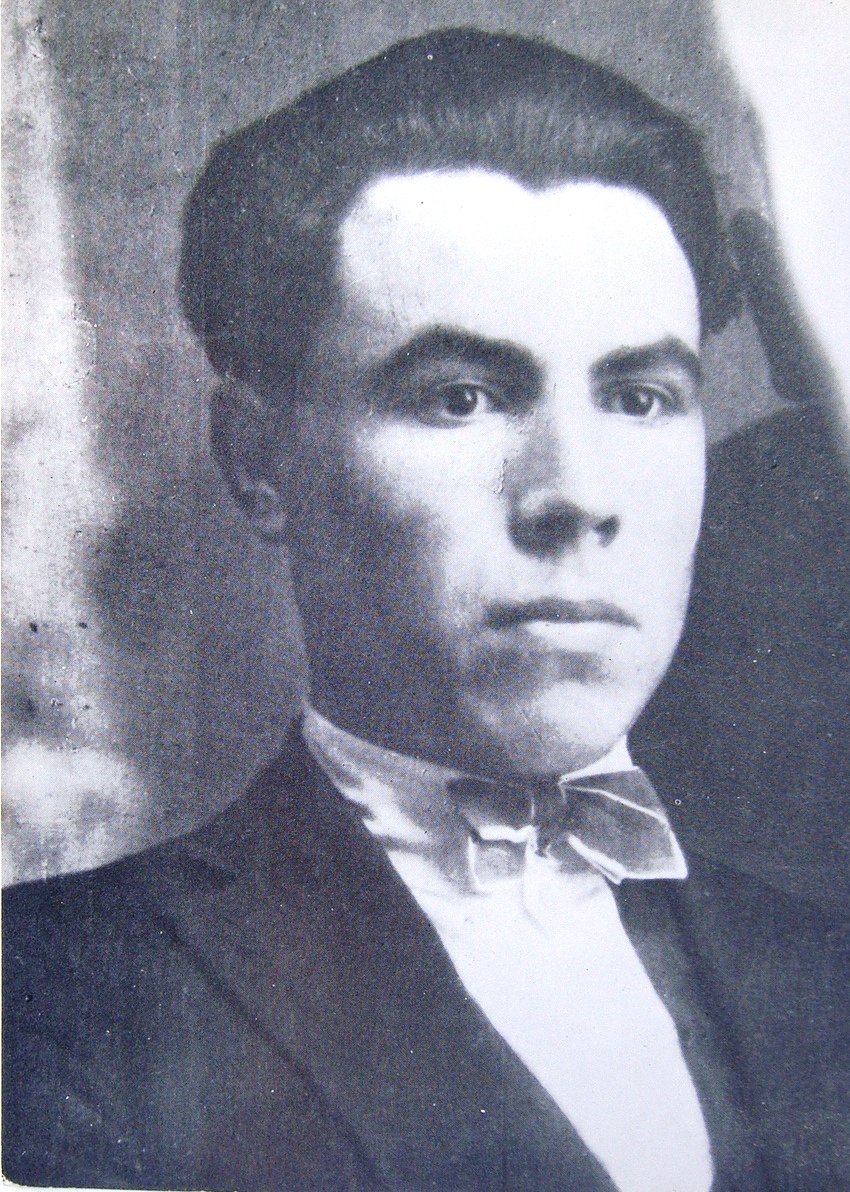
Kočo Racin, tra i padri della letteratura macedone moderna.

Nel XIX secolo il primo autore a evidenziare l'idea di una nazione macedone distinta da quella bulgara fu lo scrittore Georgi Pulevski. Una letteratura propria macedone si afferma nel XX secolo con il poeta Kočo Racin, il fondatore della letteratura macedone moderna. Nel XXI secolo spicca Goce Smilevski, primo scrittore macedone a vincere il Premio letterario dell'Unione europea, nel 2010, col romanzo Сестрата на Зигмунд Фројд (La sorella di Freud)

### Musica
Lo strumento propriamente macedone è la gaida, usato anche il fyelli o kaval, anche la çiftelia (queste ultime in uso soprattutto presso l'etnia albanese) trova posto nella musica tradizionale del paese.
Gli eventi culturali più importanti del paese sono il Festival estivo di Ocrida di musica classica e del dramma, le serate poetiche con poeti da più di 50 paesi del mondo, le Serate all'Opera di Sofia di maggio, il Camera Festival a Bitola, Il Teatro aperto giovanile e i festival jazz a Skopje.
Tra i cantanti macedoni più affermati a livello internazionale ricordiamo Toše Proeski, noto per vari album e per il brano Aria cantato in italiano assieme a Gianna Nannini, Esma Redžepova, di etnia rom, e Kaliopi.

### Arte
Uno dei più celebri artisti macedoni è Vlado Goreski.

### Patrimoni dell'umanità
Alcuni siti della Macedonia del Nord sono stati iscritti nella lista dei patrimoni dell'umanità dell'UNESCO.

### Cinema
Per quanto riguarda l'ambito cinematografico la Macedonia del Nord si è affermata in campo internazionale con il regista Milčo Mančevski, il cui film Prima della pioggia, ha vinto il Leone d'oro al miglior film alla Mostra internazionale d'arte cinematografica di Venezia, nel 1994, e ha ottenuto la nomination all'Oscar al miglior film straniero, nel 1995, divenendo così il primo film macedone candidato per l'Oscar al miglior film straniero. Un altro grande successo internazionale lo ha ottenuto Honeyland (Medena zemja) un film documentario del 2019 diretto da Tamara Kotevska e Ljubomir Stefanov, al loro esordio alla regia di un lungometraggio, le cui riprese sono durate tre anni e che ha ottenuto due candidature al premio Oscar e numerosi altri riconoscimenti.

### Media
Nel 1944 fu fondata Makedonska Radio, l'antesignana della radio macedone. Makedonska Televizija seguì nel 1964. Makedonska Radio Televizija (nella grafia cirillica Македонска Радио Телевизија; breve: MRT) è l'emittente pubblica del Nord Macedonia e oggi produce diversi programmi radiofonici e televisivi. MRT è membro della European Broadcasting Union (EBU) dal 1º gennaio 1993. A causa della disputa sul nome Macedonia, l'abbreviazione internazionale da MRT a MKRTV è stata modificata su iniziativa dell'emittente greca ERT. L'abbreviazione MRT è ancora utilizzata in Macedonia.

### Festività pubbliche
Le principali festività della Macedonia del Nord sono:
| Data          | Nome italiano                                          | Nome locale | Note |
| ------------- | ------------------------------------------------------ | --- | --- |
| 1º–2 gennaio  | Capodanno                                              | Нова Година, Nova Godina                                                                                       | |
| 7 gennaio     | Natale (ortodosso)                                     | Прв ден Божик, Prv den Božik                                                                                   | |
| Aprile/maggio | Venerdì santo (ortodosso)                              | Велики Петок, Veliki Petok                                                                                     | |
| Aprile/maggio | Pasqua (ortodossa)                                     | Прв ден Велигден, Prv den Veligden                                                                             | La Pasqua ortodossa non coincide con quella cattolica |
| Aprile/maggio | Lunedì dell'Angelo (ortodosso)                         | Втор ден Велигден, Vtor den Veligden                                                                           | |
| 1º maggio     | Festa dei lavoratori                                   | Ден на трудот, Den na trudot                                                                                   | |
| 24 maggio     | Giorno di San Cirillo e San Metodio                    | Св. Кирил и Методиј, Ден на сѐсловенските просветители; Sv. Kiril i Metodij, Den na sèslovenskite prosvetiteli | |
| 2 agosto      | Giorno della Repubblica                                | Ден на Републиката, Den na Republikata                                                                         | Giorno in cui fu fondata la Repubblica di Macedonia nel 1944, coincidente con la rivolta di Ilinden nel 1903 e la vittoria nella battaglia di Cheronea nel 338 a.C. |
| 8 settembre   | Giorno dell'indipendenza della Repubblica di Macedonia | Ден на независноста, Den na nezavisnosta                                                                       | Giorno dell'indipendenza dalla Jugoslavia, nel 1991 |
| 11 ottobre    | Giorno della rivoluzione                               | Ден на востанието, Den na vostanieto                                                                           | Inizio della guerra antifascista durante la seconda guerra mondiale nel 1941                                                                                        |
| 23 ottobre    | Giorno della lotta rivoluzionaria macedone             | Ден на македонската револуционерна борба,Den na makedonskata revolucionarna borba                              | Giorno in cui fu fondata l'Organizzazione Rivoluzionaria Interna Macedone (VMRO) nel 1893                                                                           |
| 8 dicembre    | Giorno di San Clemente di Ocrida                       | Св. Климент Охридски, Sv. Kliment Ohridski                                                                     | Santo Patrono della Macedonia del Nord |

Oltre a queste ci sono svariate festività religiose minori

### Alfabetizzazione
Popolazione totale (di età maggiore di anni 15): 97,8% (Stime 2020)
- maschi: 98,8%
- femmine: 96,8%

### Istruzione
L'istruzione è gratuita e obbligatoria per 12 anni, divisi in due cicli: 9 anni di scuola elementare, 4 anni di scuola superiore. Nel paese vi sono 7 università.

### Gastronomia
La cucina macedone raccoglie in parte le influenze della cucina mediterranea e di quella mediorientale e il clima favorisce le condizioni di crescita per vari tipi di alimenti. Una tipica torta di pane macedone viene chiamata Pastrmalija.

## Sport

### Calcio
Lo sport più praticato in Macedonia del Nord è il calcio; il giocatore più famoso è Goran Pandev, un idolo per la popolazione macedone e capocannoniere della Nazionale di calcio della Macedonia del Nord con 38 reti. La nazionale macedone si è qualificata a un campionato d'Europa  per la prima e finora unica volta nel 2020 mentre non ha mai partecipato a un campionato del mondo , pur andandoci vicino nel 2022, dove ha eliminato l'Italia, campione d'Europa in carica nelle qualificazioni per poi perdere la finale play-off contro il Portogallo.

### Altri sport
Un altro sport molto diffuso è la pallamano, mentre la pallacanestro ha avuto un grande successo solo dagli anni duemila, prevalentemente grazie alla qualificazione della nazionale macedone al campionato europeo del 2009 e alle semifinali ottenute negli europei del 2011.
È da ricordare anche la kickboxing con Dimitar Gjorgjiev, quattro volte campione del mondo.
La Macedonia del Nord ai Giochi olimpici ha ottenuto a oggi due medaglie, vinte nel 2000 dal lottatore Mogamed Ibragimov, medaglia di bronzo nella categoria 85 kg di lotta libera ai Giochi olimpici estivi di Sidney, e nel 2021 da Dejan Georgievski, medaglia d'argento nel taekwondo ai Giochi olimpici estivi di Tokyo 2020.
Ai mondiali di parapendio del 2023 disputati in Francia, la nazionale della Macedonia del Nord ha vinto la medaglia di bronzo.

## Galleria d'immagini

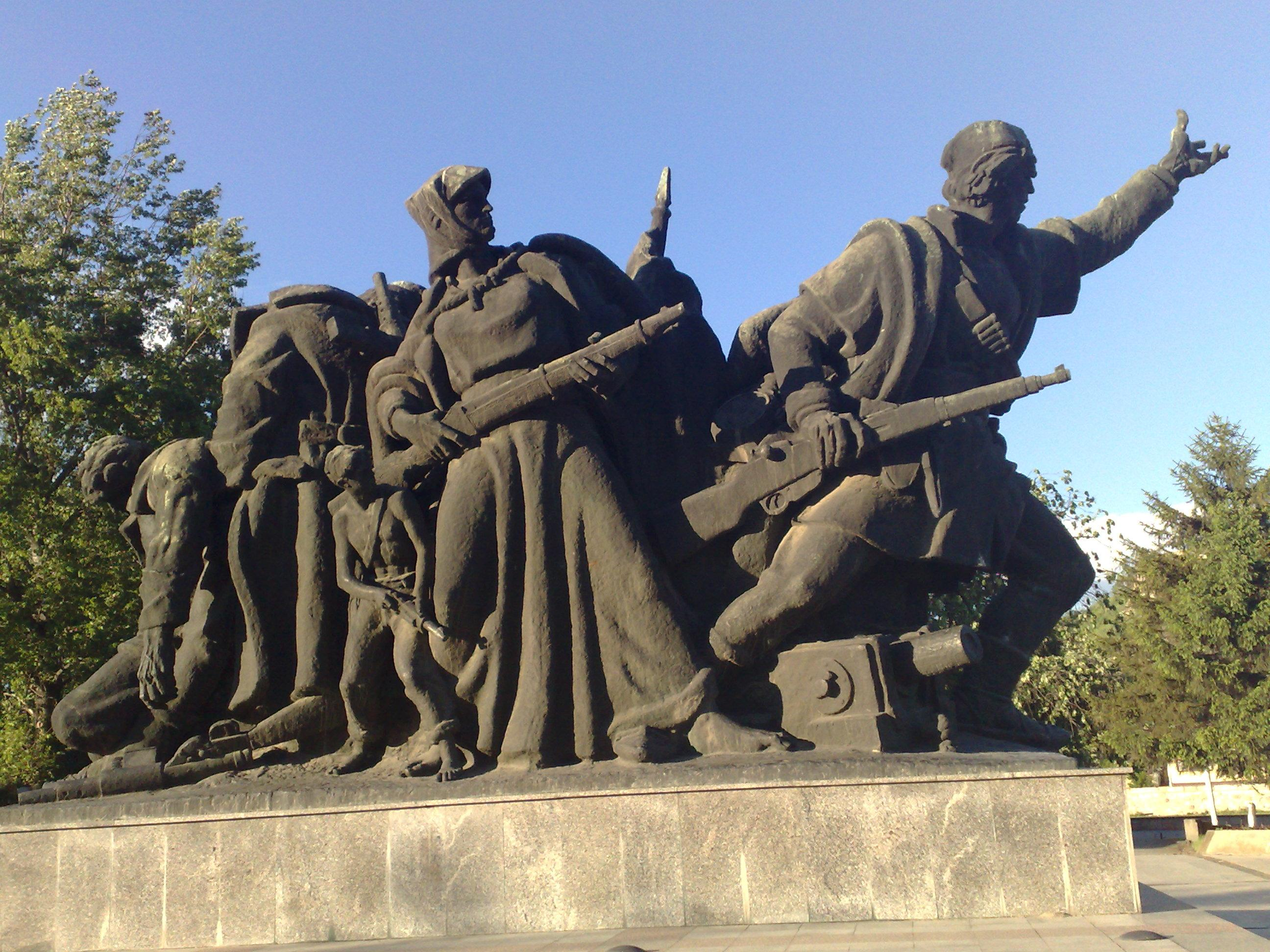
Monumento ai "Liberatori di Skopje" nel centro della città
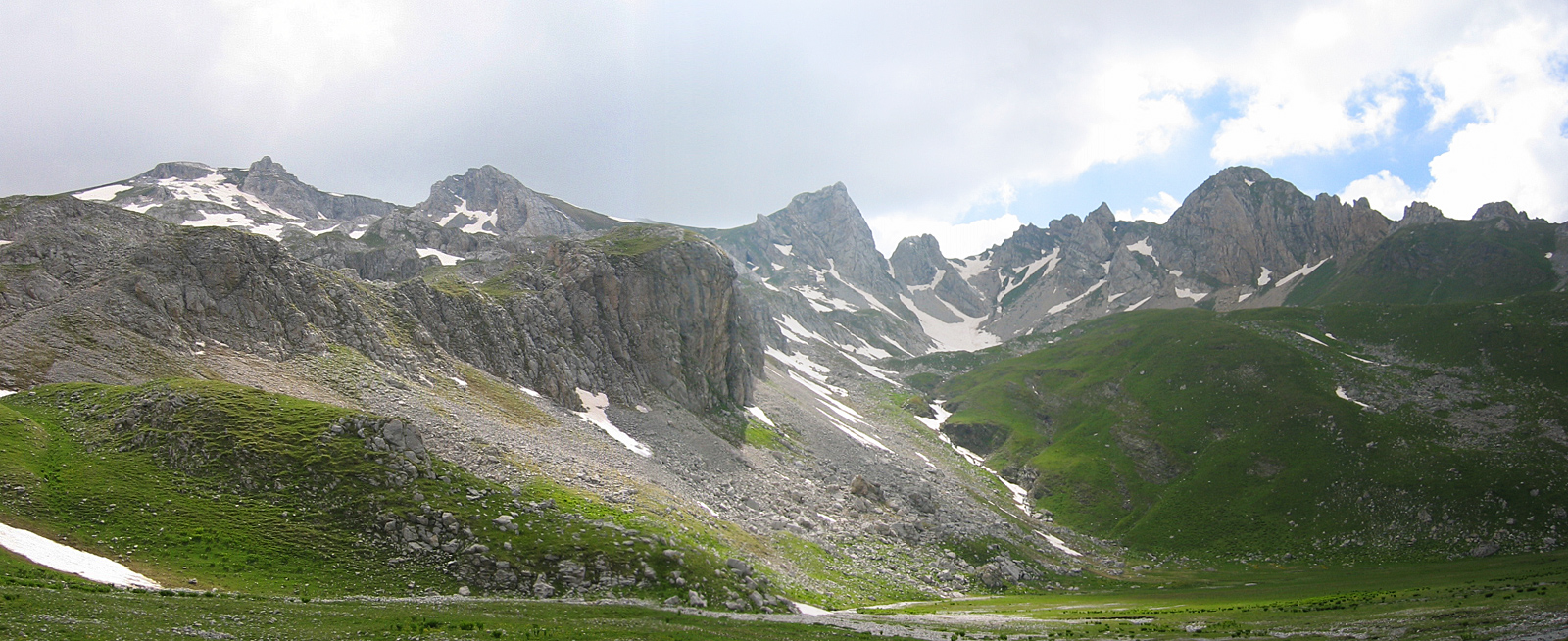
Monte Korab – la montagna più alta del Paese
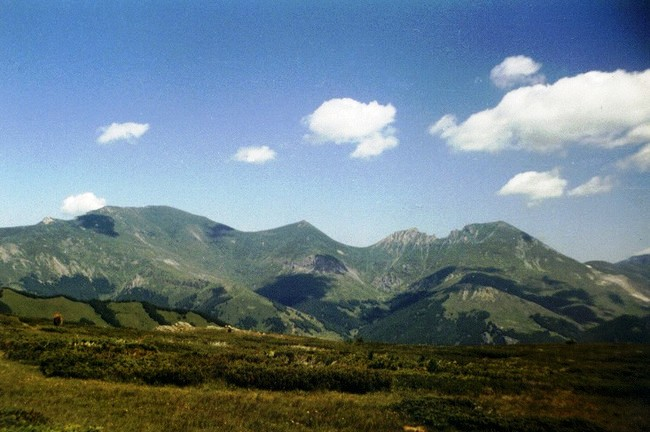
I monti Šar
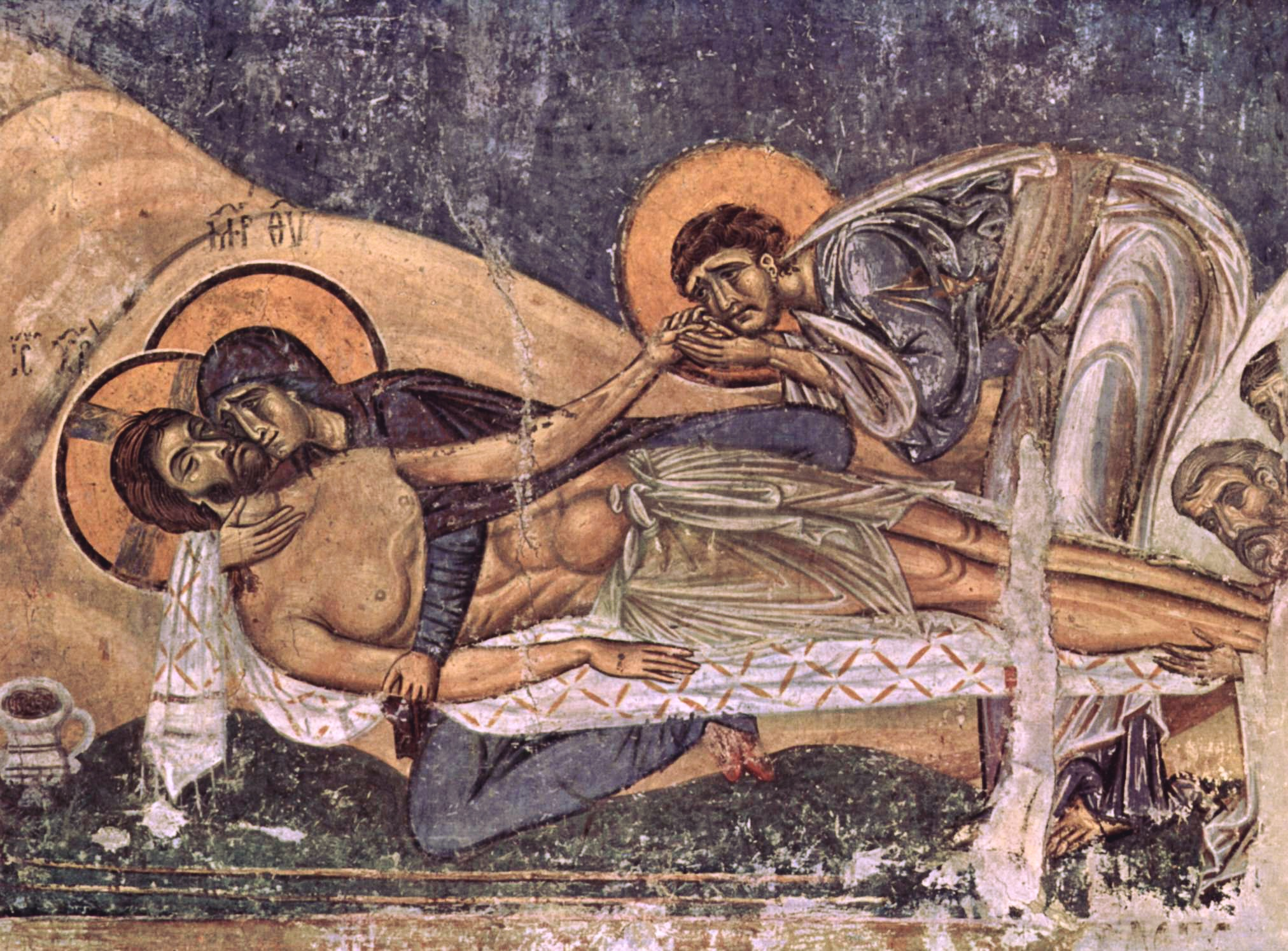
Deposizione di Cristo - Chiesa di san Panteleimone vicino a Skopje
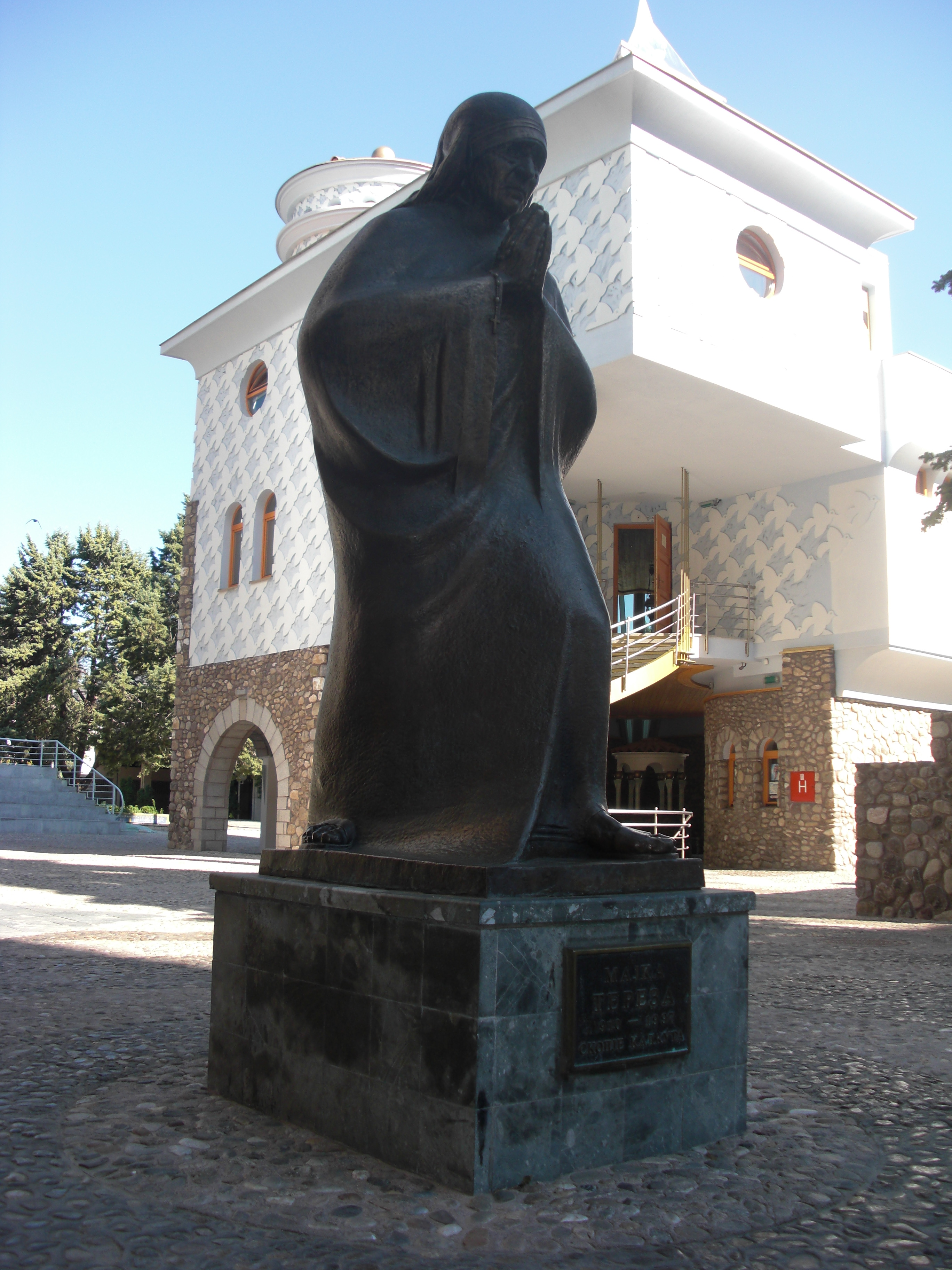
Monumento a Madre Teresa a Skopje
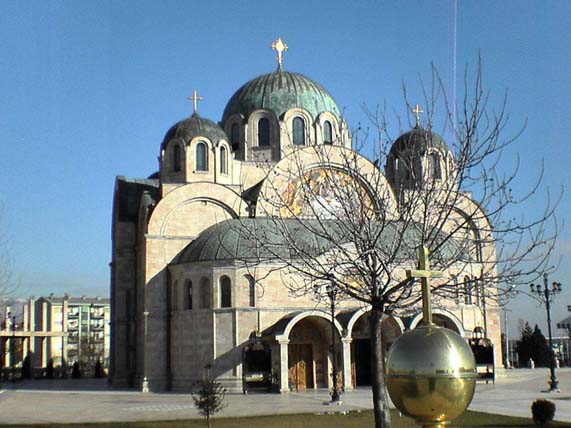
Chiesa ortodossa della Santissima Trinità a Radoviš
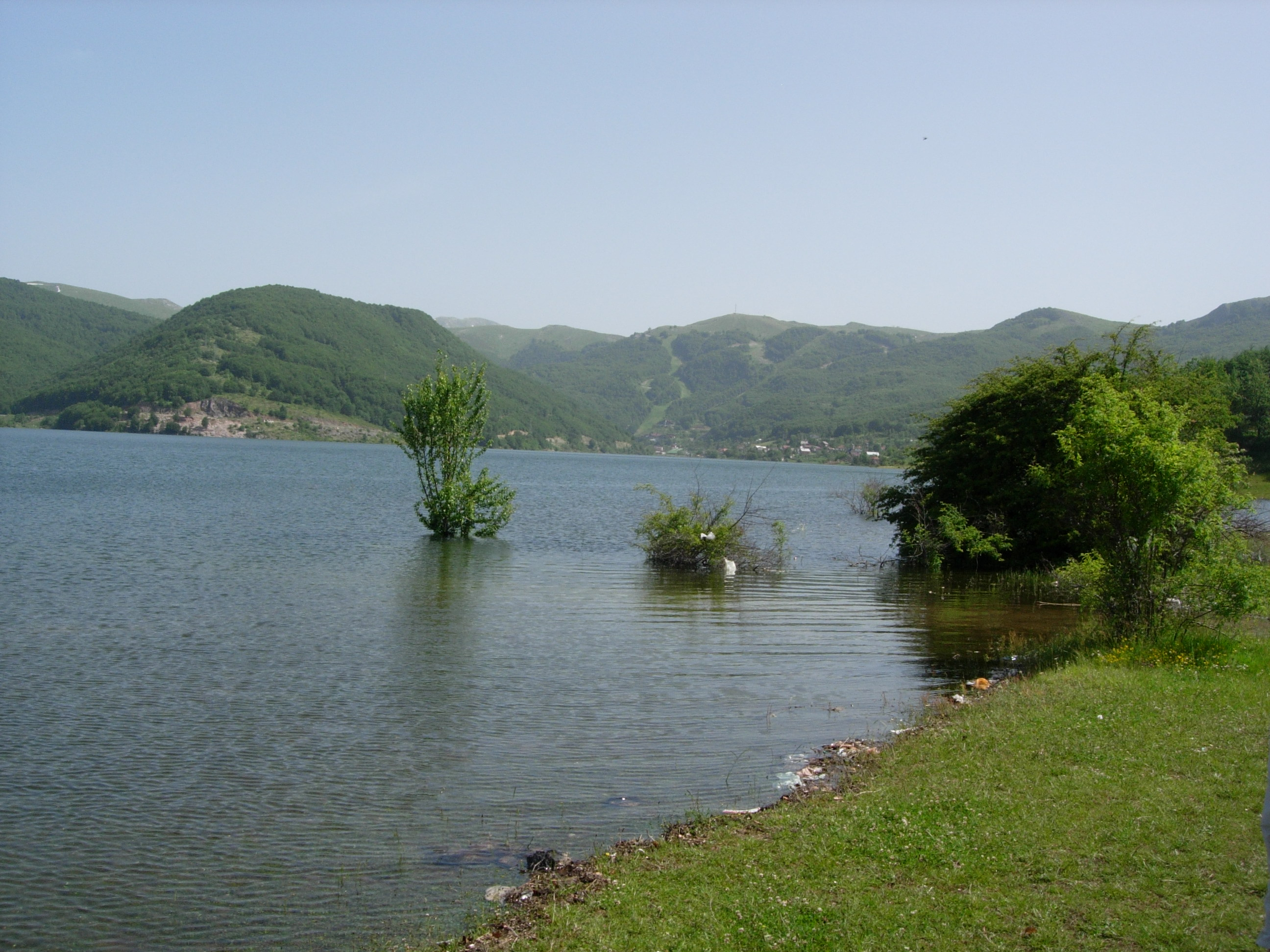
Lago Mavrovsko